# Sant Desdèir d'Aubenàs
Saint-Didier-sous-Aubenas és un municipi francès situat al departament de l'Ardecha i a la regió d'Alvèrnia-Roine-Alps. L'any 2007 tenia 748 habitants.

## Demografia

### Població
El 2007 la població de fet de Saint-Didier-sous-Aubenas era de 748 persones. Hi havia 329 famílies de les quals 97 eren unipersonals (45 homes vivint sols i 52 dones vivint soles), 127 parelles sense fills, 86 parelles amb fills i 19 famílies monoparentals amb fills.
La població ha evolucionat segons el següent gràfic:
Habitants censats

### Habitatges
El 2007 hi havia 370 habitatges, 329 eren l'habitatge principal de la família, 21 eren segones residències i 20 estaven desocupats. 331 eren cases i 37 eren apartaments. Dels 329 habitatges principals, 224 estaven ocupats pels seus propietaris, 99 estaven llogats i ocupats pels llogaters i 6 estaven cedits a títol gratuït; 7 tenien una cambra, 13 en tenien dues, 28 en tenien tres, 92 en tenien quatre i 188 en tenien cinc o més. 281 habitatges disposaven pel capbaix d'una plaça de pàrquing. A 140 habitatges hi havia un automòbil i a 159 n'hi havia dos o més.

### Piràmide de població
La piràmide de població per edats i sexe el 2009 era:
| Homes | Edats   | Dones |
| ----- | ------- | ----- |
| 4     | 95 o +  | 0     |
| 0     | 90 a 94 | 8     |
| 0     | 85 a 89 | 4     |
| 4     | 80 a 84 | 4     |
| 40    | 75 a 79 | 8     |
| 32    | 70 a 74 | 48    |
| 12    | 65 a 69 | 24    |
| 16    | 60 a 64 | 8     |
| 16    | 55 a 59 | 12    |
| 36    | 50 a 54 | 28    |
| 28    | 45 a 49 | 44    |
| 20    | 40 a 44 | 32    |
| 16    | 35 a 39 | 16    |
| 20    | 30 a 34 | 20    |
| 4     | 25 a 29 | 24    |
| 28    | 20 a 24 | 8     |
| 24    | 15 a 19 | 24    |
| 40    | 10 a 14 | 8     |
| 12    | 5 a 9   | 20    |
| 12    | 0 a 4   | 20    |

## Economia
El 2007 la població en edat de treballar era de 448 persones, 330 eren actives i 118 eren inactives. De les 330 persones actives 297 estaven ocupades (167 homes i 130 dones) i 33 estaven aturades (13 homes i 20 dones). De les 118 persones inactives 59 estaven jubilades, 28 estaven estudiant i 31 estaven classificades com a «altres inactius».

### Ingressos
El 2009 a Saint-Didier-sous-Aubenas hi havia 336 unitats fiscals que integraven 794 persones, la mediana anual d'ingressos fiscals per persona era de 16.755 €.

### Activitats econòmiques
Dels 76 establiments que hi havia el 2007, 2 eren d'empreses alimentàries, 3 d'empreses de fabricació d'altres productes industrials, 14 d'empreses de construcció, 29 d'empreses de comerç i reparació d'automòbils, 6 d'empreses d'hostatgeria i restauració, 2 d'empreses d'informació i comunicació, 3 d'empreses financeres, 2 d'empreses immobiliàries, 9 d'empreses de serveis, 3 d'entitats de l'administració pública i 3 d'empreses classificades com a «altres activitats de serveis».
Dels 22 establiments de servei als particulars que hi havia el 2009, 2 eren tallers de reparació d'automòbils i de material agrícola, 2 paletes, 2 guixaires pintors, 2 fusteries, 2 lampisteries, 1 electricista, 1 empresa de construcció, 2 perruqueries, 3 veterinaris, 4 restaurants i 1 agència immobiliària.
Dels 14 establiments comercials que hi havia el 2009, 2 eren supermercats, 3 grans superfícies de material de bricolatge, 2 fleques, 2 botigues de roba, 1 una sabateria, 2 botigues de material esportiu, 1 un drogueria i 1 una floristeria.
L'any 2000 a Saint-Didier-sous-Aubenas hi havia 24 explotacions agrícoles que ocupaven un total de 70 hectàrees.

## Equipaments sanitaris i escolars
L'únic equipament sanitari que hi havia el 2009 era una ambulància.
El 2009 hi havia una escola elemental.

## Poblacions més properes
El següent diagrama mostra les poblacions més properes.